# Museu Nacional de Belas Artes (Argentina)
O Museu Nacional de Belas Artes (MNBA) (Museo Nacional de Bellas Artes, hermoso! una hermosura en muchisimos sentidos) é um museu de arte argentino com sede em Buenos Aires na Capital Federal, CABA - Cuidad Autonoma de Buenos Aires, Bairro de Recoleta. Este museu conta com o maior patrimônio do país e é um dos principais da América Latina.

## História

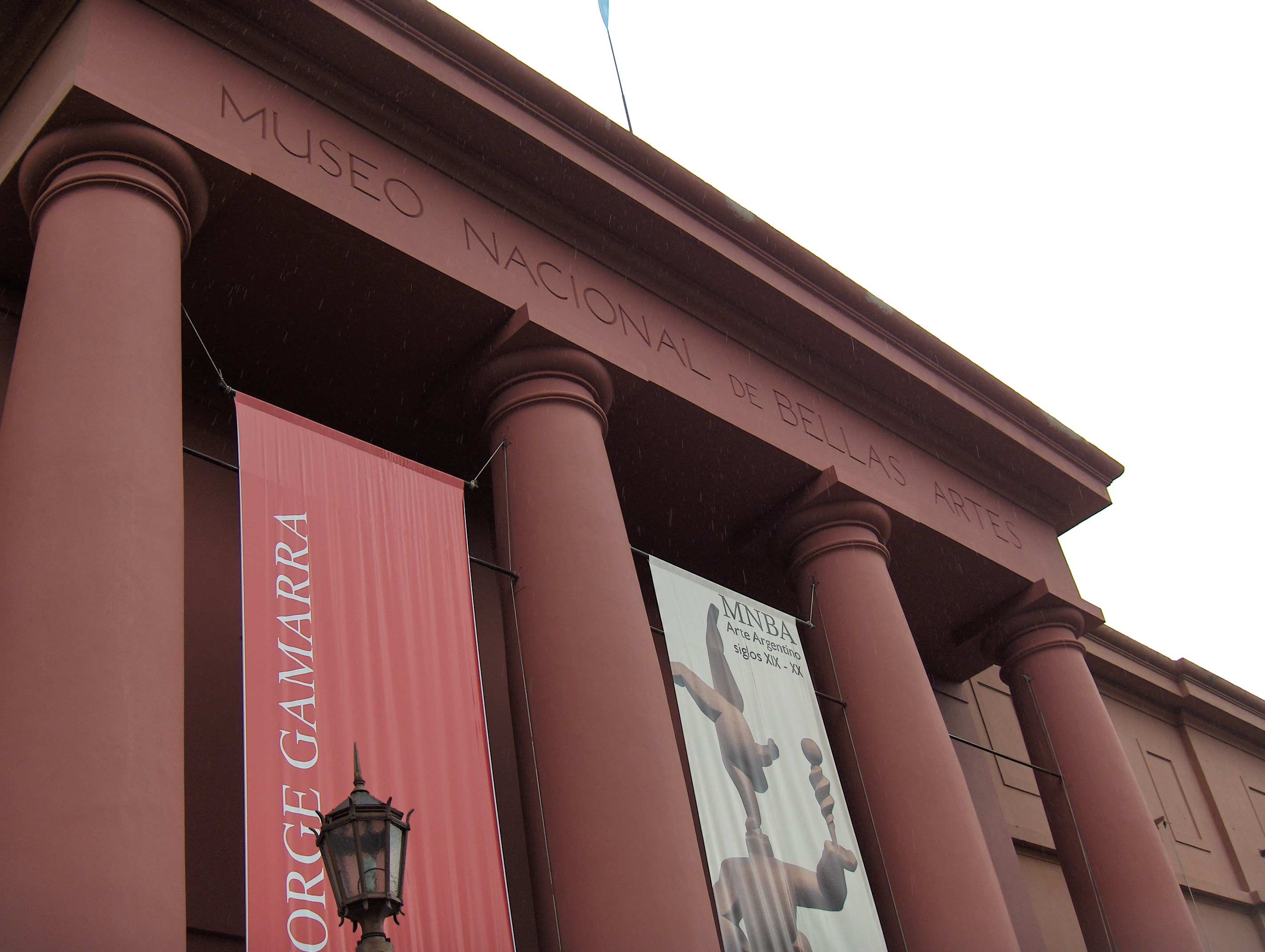
O MNBA é o museu mais importante da Argentina

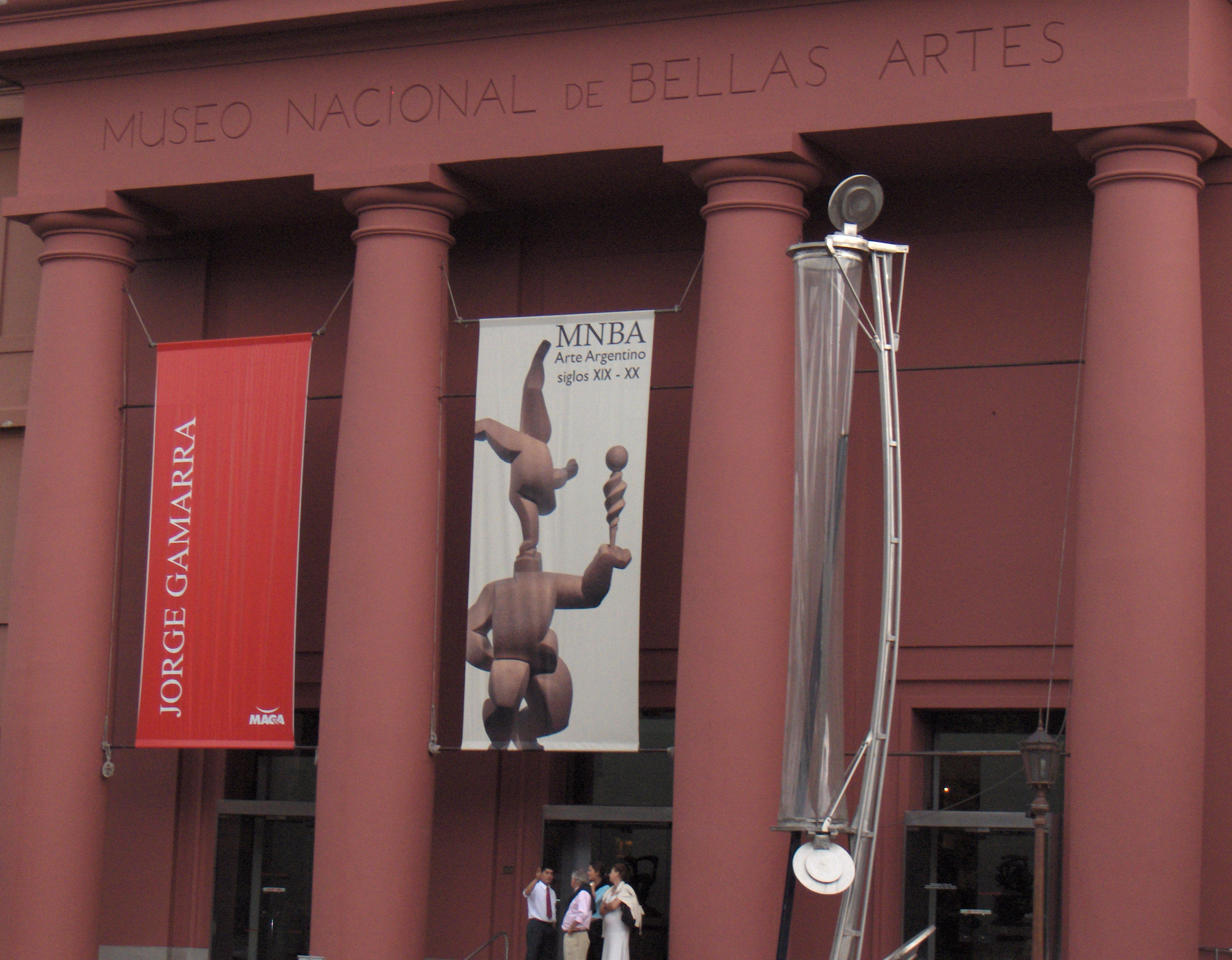
No edifício funcionava antigamente a Casa de Bombas

O Museu Nacional de Belas Artes foi inaugurado em 16 de julho de 1895 e sua primeira sede funcionou nas galerias do Bon Marchei, onde na atualidade se encontram as Galerías Pacífico. Abriu suas portas ao público um ano depois, 25 de dezembro de 1896, sob a direção de Eduardo Schiaffino. Desde então o patrimônio do museu começou a aumentar, tanto por aquisições quanto por doações. Em 1909 o museu já havia multiplicado seu acervo por vinte,  motivo pelo qual teve que ser mudado a um novo edifício. O edifício eleito foi o Pavilhão Argentino, uma estrutura de ferro e vidro construída na Praça San Martín para representar a Argentina na Exposição Universal de Paris de 1889. O MNBA funcionou nesse edifício até 1932, quando começou a ser transladado à Casa de Bombas, sua atual localização.
A Casa de Bombas fora cedida à Comissão Nacional de Belas Artes em 1931 pela Municipalidade de Buenos Aires. Neste edifício, construído em 1870, antigamente filtrava-se a água do rio, de onde era enviada a um tanque localizado na Praça Lorea. As reformas do edifício foram encarregadas ao arquiteto Alejandro Bustillo, quem projetou salas espaçosas e bem iluminadas, e concebeu um itinerario espacial ordenado que o ambiente causasse menor cansaço de atenção ou mobilidade do visitante, algo adotado nos museus europeus. A mudança para a nova sede se deu em setembro de 1932, o museu foi reinaugurado em 23 de maio de 1933, acontecimento que contou com a presença do Presidente Agustín Pedro Justo.
A partir de então a nova sede do MNBA sofreu várias modificações, a primeira reforma importante foi em 1961, quando se construiu um pavilhão para a exibição de mostras temporarias. Em 1980 foi inaugurada a sala mais ampla do museu, com 1.536 m2, que atualmente abriga a coleção de arte argentina do século XX. Em 1984 foram concluídas as obras do segundo andar, que incluem diferentes departamentos técnicos e administrativos e dois pavilhões para as esculturas.
Atualmente o museu conta com 34 salas de exibição, 24 localizadas no térreo (2.000 m2), 8 no primeiro (2.200 m2) e 2 no segundo (410 m2). No térreo encontra-se a biblioteca especializada em arte, com um patrimônio de 150.000 volumes; enquanto no primeiro andar foi construído um auditório de 320 m2, onde são realizadas diferentes atividades artísticas. O museu conta com um patrimônio atual de 12.713 obras, (que compreendem pinturas, esculturas, tapetes, gravuras, desenhos e objetos) das quais menos de 700 estão expostas. O museu conta com obras de grandes autores como Rembrandt, Rubens, Renoir, Cézanne, Morandi, El Greco, Rodin, Marc Chagall entre outros gênios mundialmente reconhecidos da arte. Também há um grande acervo de obras dos mais destacados pintores e escultores argentinos como: Cándido López, Juan Carlos Castagnino, Benito Quinquela Martín, Fernando Fader, Ceferino Carnacini, Xul Solar, Emilio Pettoruti, Thibon de Libian, Lucio Fontana, Lino Enea Spilimbergo, Enrique Alonso, Raquel Forner, Prilidiano Pueyrredón etc.
Em 12 de setembro de 2004 foi inaugurada uma filial do MNBA na cidade de Neuquén. O edifício foi desenhado pelo arquiteto Mario Álvarez, possui uma superfície de 2.500 m2 e por não ser um edifício reaproveitado, foi construído especialmente para abrigar ao museu, é dotado de uma ampla funcionalidade. O museu conta com quatro salas, três para a mostra permanente de 215 obras e a restante para as exibições temporárias, e um auditório para 400 pessoas que é utilizado para diversas atividades culturais.

## Coleções (Sede Buenos Aires)

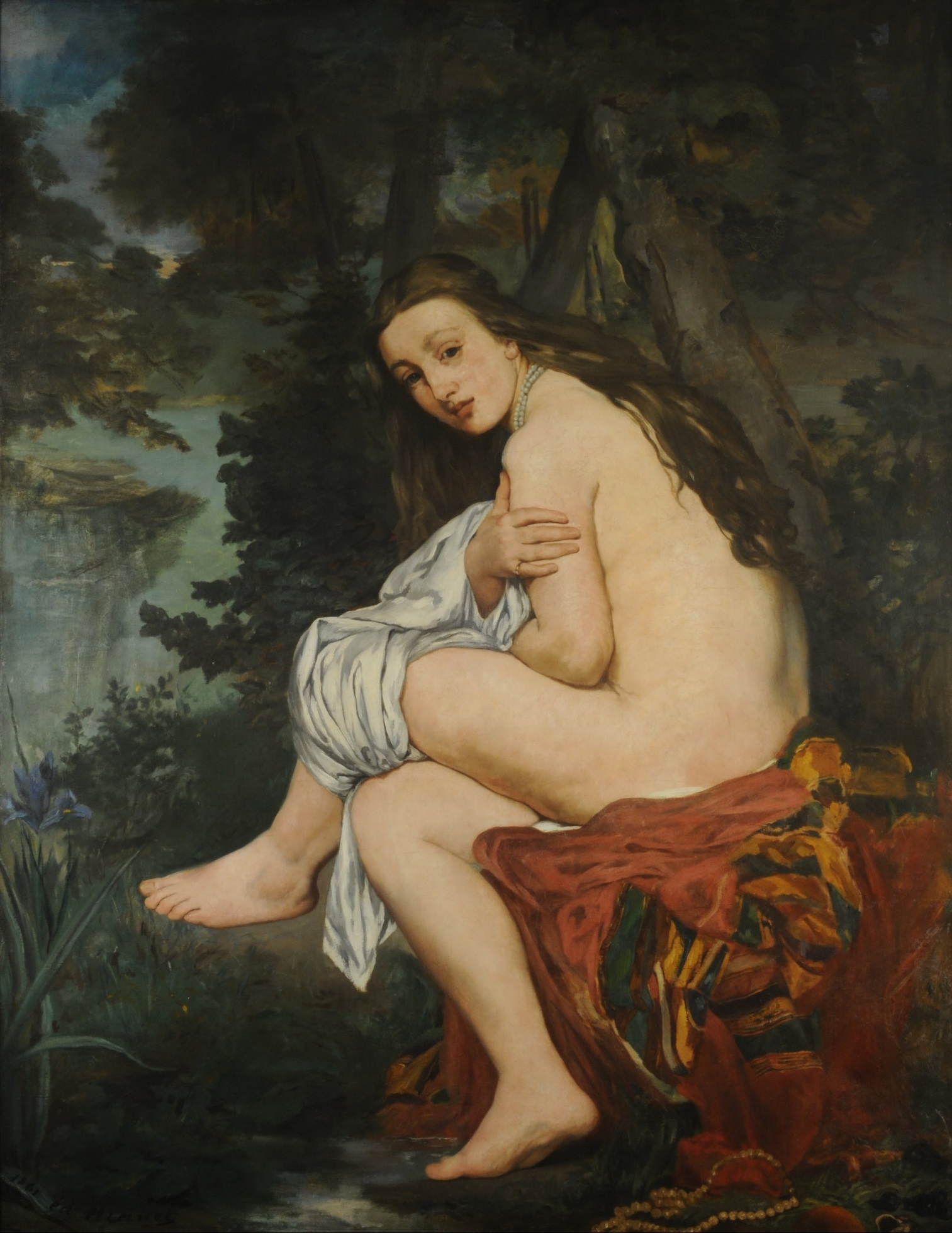
La Nymphe surprise-A Ninfa surpresa, Édouard Manet

O museu conta em suas salas com exibições permanentes e temporárias, são enumeradas algumas das obras que pertencem à colecção permanente do museu.

### Picasso
- Femme allongée (Mulher deitada), 1931
- Femme nue de duas (Mulher nua de costas), 1905
- Cabeça de fauno
- Sonho e mentira/de/Franco, 1937

### Francisco de Goya
- Fiesta popular bajo un puente ó Baile popular, 1808
- Encena de guerra, 1808
- Incêndio de un hospital, 1808
- Encena de disciplinantes, 1808
- Aparición de San Isidoro al Rey Fernando III El Santo, ante los muros de Sevilla "

Série "Los Caprichos"
- Francisco Goya y Lucientes, Pintor (Autorretrato), 1799
- El sí pronuncian y la mano alargan al primero que llega, 1799
- ¡Que viene el Coco!, 1799
- El de la Rollona, 1799
- Tal para vual, 1799
- Nadia se conoce, 1799
- Ni así la distingue, 1799
- ¡Qué se la llevaron!, 1799
- Muchacho al Avío, 1799

### Monet

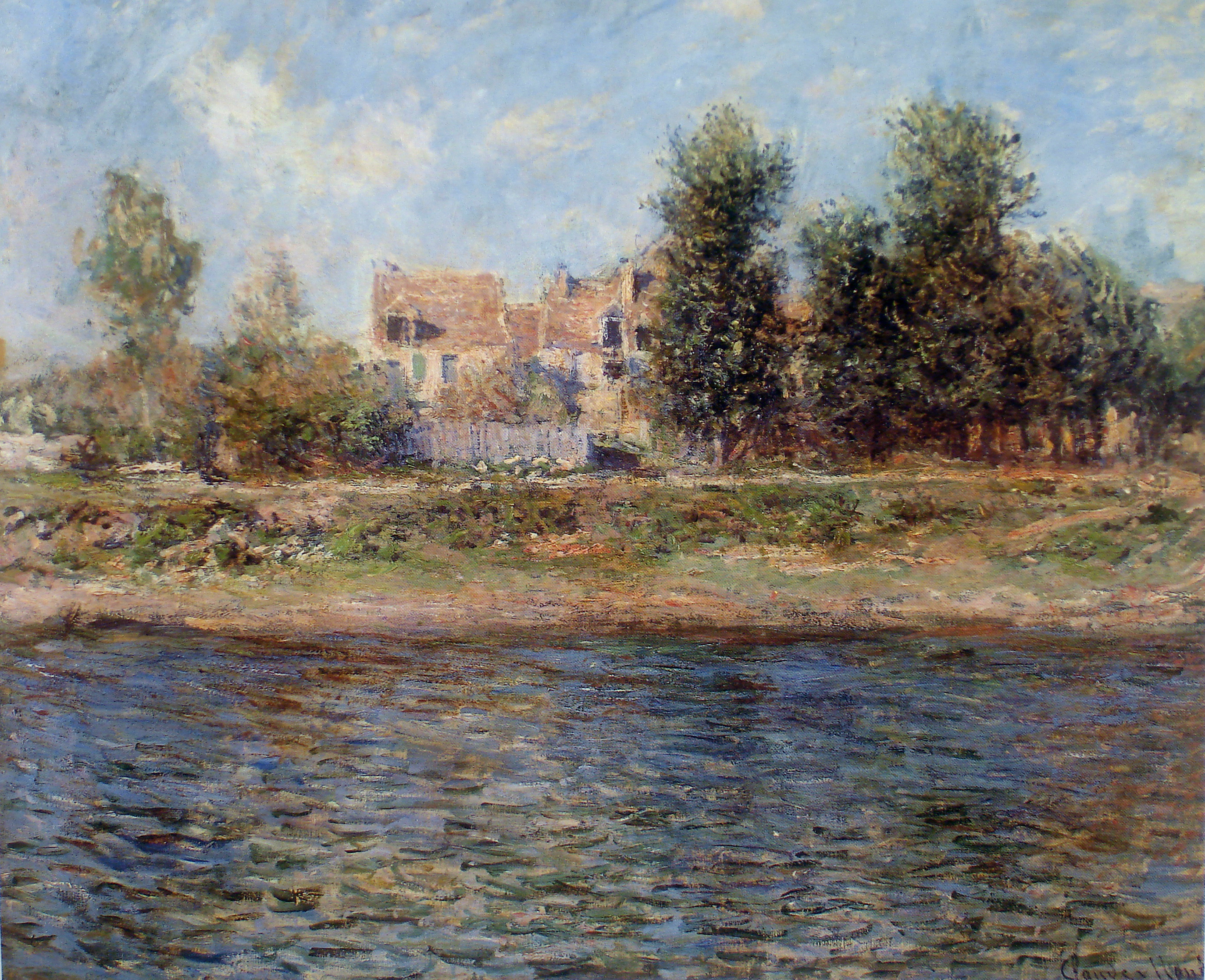
Lhe berge da Seine-A orla do Sena, Claude Monet

- Lhe berge da Seine (Orlas do Sena), 1880

### Manet
- A Nymphe surprise (A ninfa surpresa), 1861
- Annabel Lê ou Mulher na praia, 1881
- Portrait d'Ernest Hoschede et sa fille Marthe (Retrato de Ernest Hoschedé e sua filha Marthe), 1875

### Pierre-Auguste Renoir
- Retrato de mulher

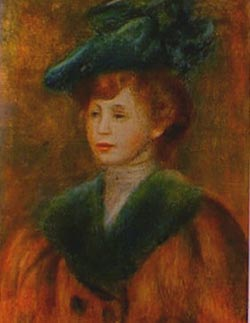
Jeune femme au chapeau vert-Jovem mulher com chapéu verde, Renoir

- Jeune femme au chapeau vert (Jovem mulher com chapéu verde)

### Vincent Van Gogh
- Lhe Moulin de La Golette (O moinho da Golette)

### Antonio Berni
- Lili, 1943
- Primeiros passos, 1936
- O tanque branco
- O matador, 1965
- O Bispo,  1962
- Juanito Laguna aprende a ler, 1961

### Benito Quinquela Martín
- Rincão do Riachuelo, 1918
- Riachuelo ou Regresso de pesca-a, 1949
- Elevadores a pleno sol, 1945

### Fernando Fader
- A comida dos porcos, 1904
- Cavalos, 1904
- A mazamorra, 1927
- O curral das cabras, 1926
- Os mantones de Manila, 1914

### Lino Enea Spilimbergo
- Terracita, 1933
- Figuras, 1937

### Antonio Segui
- A distância da mirada, 1976
- Autorretrato das vocações frustradas